# Грб Белгије
Грб Белгије је званични хералдички симбол Краљевине Белгије. Грб има три верзије: велику, средњу и малу, а у основи сва три централно место заузима белгијски лав, златне боје на црном пољу унутар штита француског облика.

## Велики грб
Велики грб Краљевине Белгије садржи мотиве лавова (тзв. белгијских лавова) који држе централни штит на коме се такође налази лав, белгијски национални симбол. Ова два мотива окружује хермелински огртач, симбол монархије, а испод њих се налази трака са националним мотом - Снага лежи у јединству, исписан било на француском или холандском.
Сваки од лавова држи заставу Белгије, а заставе првобитних девет провинција (сада их има десет) издижу се иза огртача. На врху свега се налази краљевска круна.
Велики грб је усвојен 17. маја 1837. године.

## Мали грб
Мали грб, какав користи федерална власт, састављен је од црног штита са жутим лавом (Брабант), са круном на врху штита. Испод штита је национални мото на ленти медаље. Иза штита су два укрштена скиптра,. На врху једног је рука а на врху другог лав.